# 베이징 제5중고등학교
중공 베이징 제5중학(中共 北京市第五中学)은 중화인민공화국 베이징에 있는 공립 중고등학교이다.

## 교내 주요 연혁
- 국민정부 대륙 중화민국 본토 시대 시절이던 1928년 5월 1일을 기하여 베이핑 핑민 중학교(北平 平民中学校)라는 시립 중학교(市立 中學校)로 첫 개교.
- 1941년 2월 1일, 베이핑 시가 베이징 시로 승격되면서 베이징 핑민 중학교(北京 平民中学校)로 교명 개칭.
- 1949년 10월 1일, 국부천대 사태로 인하여 중화민국 국민정부 체제가 타이완에 망명을 한 후 대륙 본토에 중공 인민정부 수립이 되면서 1949년 10월 12일을 기하여 베이징 제5중고등학교로 학교 체제 개편 단행.